# NINJIN娘
「NINJIN娘」（ニンジンむすめ）は、1982年（昭和57年）8月6日にリリースされた田原俊彦の10作目のシングル。

## 音楽性

### NINJIN娘
フジテレビ系『ひらけ!ポンキッキ』の1982年8月の「今月の歌」となり、軽快なジャズ・テイストとコミカルな振付、子供番組に使用されたこともあり、幅広い層から人気を得た。この曲はそれまで『ひらけ!ポンキッキ』の音楽ディレクターを一人で担当していた小島豊美ではなく、田原の音楽ディレクターだった羽島亨が担当している。
番組内では、アニメーションを交えた田原本人が全編に渡って登場するビデオクリップが作られて放送された。曲中では同じく『ひらけ!ポンキッキ』で使用されたなぎら健壱の「いっぽんでもニンジン」の歌詞の一部を引用している。

### 「NINJIN娘」の別バージョン
『ひらけ!ポンキッキ』内で使用されたバージョンは、2番の歌詞が使われている、演奏時間2分強のものである。これは「ニンジン食べなきゃ大きくなれない　健康第一丈夫な子」というフレーズが2番の歌詞にあり、ポンキッキのメイン視聴者層である子供達に、「好き嫌いしないで何でも食べよう」というメッセージを込めたからである。このバージョンは、1982年発売の『ひらけ!ポンキッキ』のオムニバスアルバム『NINJIN娘〜やせろ!チャールス豚三世』（規格品番：C18G0159）に収録されているものの、田原のアルバムには未収録である。

## リリース
1982年8月6日に、キャニオン・レコードのNAVレーベルから発売された。購入者には、赤いナイロン製の袋が特典としてついていた。その理由として、男性にも恥ずかしがらずに買ってもらいたいという田原の思いからだった。

## 収録曲
| 全作曲: 宮下智、全編曲: 船山基紀。 |                          |           |            |      |
| #                                  | タイトル                 | 作詞      | 作曲・編曲 | 時間 |
| 1.                                 | 「NINJIN娘」             | 宮下智    | 宮下智     | 3:43 |
| 2.                                 | 「ジャングル・シェイク」 | 森雪之丞  | 宮下智     | 3:26 |
| 合計時間:                          | 合計時間:                | 合計時間: | 7:09       |      |

## カバー
NINJIN娘
- マーチングフェローズオーケストラ（1982年、シングル「待つわ／NINJIN娘」収録[注釈 2]）